# Inauguratio
L'inauguratio era la cerimonia con la quale gli Auguri, dopo aver accertato il consenso divino, conferivano il carattere sacrale a persone o luoghi.

## Storia
L'inauguratio era prevista per il caso in cui si dovesse scegliere il nuovo Rex e, successivamente in epoca repubblica, il Rex sacrorum, come anche i flamini, ovvero i sacerdoti preposti al culto delle divinità romane.
La cerimonia era celebrata anche quando si trattava di sacralizzare il templum o un tempio dedicato ad una divinità.
La cerimonia seguiva un preciso cerimoniale, condotto dagli Auguri, che rivolgevano una preghiera agli dei, affinché inviassero segni che ne indicassero la volontà, favorevole o sfavorevole rispetto alla decisione che doveva essere assunta dagli uomini. Se i segni osservati dal sacerdote inaugurante erano ritenuti favorevoli, il decreto degli uomini aveva l'approvazione degli dèi e l'inauguratio era compiuta. 
Il Pontefice massimo aveva il potere di imporre l'inauguratio, nel caso in cui ritenesse insufficienti le ragioni addotte dagli Auguri per negarla.
La cerimonia, quindi, aveva effetti di ordine giuridico, rafforzati dal carattere religioso con cui venivano adottati.

## Seguiti moderni
Depurato da elementi confessionali, anche nell'età contemporanea residua un momento introduttivo dell'assunzione di incarichi pubblici, come l'inauguration Day negli Stati Uniti, o del periodo di esercizio delle funzioni pubbliche, come l'inaugurazione dell'anno giudiziario in Italia.